# David Aucagne
David Aucagne (Vichy, 14 febbraio 1973) è un ex rugbista a 15 e allenatore di rugby a 15 francese, dal 2017 tecnico della Béziers e già mediano d'apertura da giocatore.

## Biografia
Cresciuto nel Rugby Club Vichy, squadra della sua città natale, ebbe le sue prime esperienze nel Paris Université prima di passare, nel 1996, al Pau, con cui vinse il suo unico trofeo di club, la Coppa di Francia.
Esordiente in Nazionale nel corso del Cinque Nazioni 1997 vinto con il Grande Slam, fece parte del XV che a Grenoble subì la sua prima e, allo stato, unica, sconfitta dall'Italia (32-40) nella finale di Coppa FIRA, in cui gli azzurri si laurearono campioni d'Europa.
Successivamente disputò anche i tornei del 1998, in cui la Francia bissò lo Slam, e 1999.
Passato al Tolosa per una stagione, tornò al Pau, poi al Grenoble e al Montpellier prima di chiudere la carriera da giocatore nel 2008 di nuovo al Pau.
Passato alla carriera tecnica, è stato ingaggiato dalla Federazione francese per dirigere la Nazionale Under-20.

## Palmarès
- Coppe di Francia: 1
Pau: 1996-97